# مادة ماصة للرادار

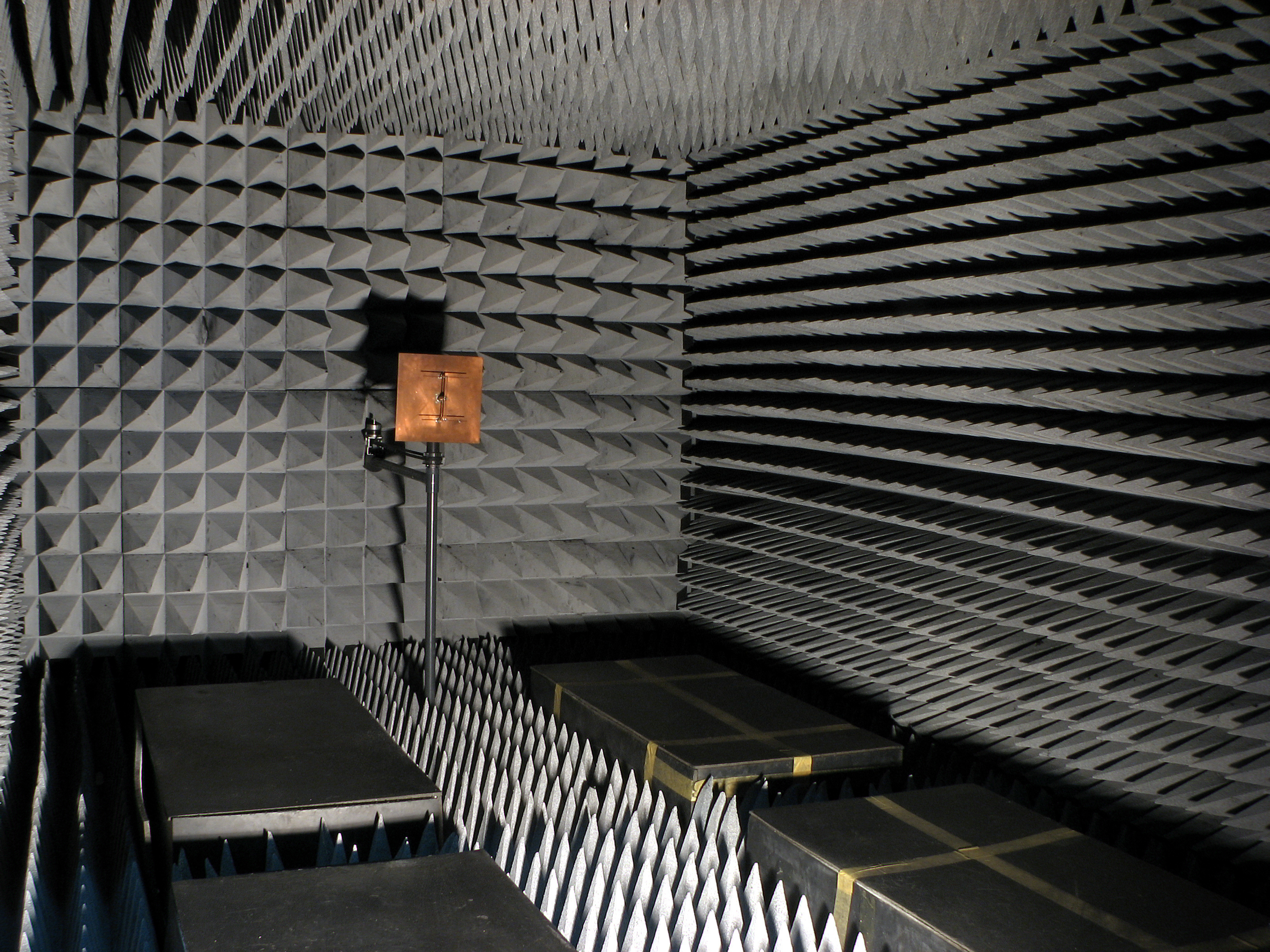

مادة ماصة الرادار (بالإنجليزية: Radar absorbent material RAM)‏ هي فئة من المواد تُستخدم تقنية التخفي، وتستعمل لإخفاء المركبة أو أي جسم ما من الكشف الرإداري، وتعتمد قابليتها على امتصاص تردد الموجة الرإدارية على بنية التكوين حيث أن الرام RAM لايمكنه امتصاص جميع حزم ترددات الرادار ولكن يستطيع أن يمتص حزم ترددات أكثر من أخرى حسب البنية المكونة لها. من هنا نلاحظ أن هناك مواد متعددة من الرام تمتص الرادار بحزمة ترددية خاصة لها.
المفهوم العام الخاطئ للرام هو أنها تجعل الجسم غير مرئي للرادار، والصحيح أن تلك المواد تجعل المقطع العرضي الراداري أصغر مايمكن امام موجات الرادار ولكن لايمكنها جعله غير مرئي بالمرة عند أي تردد، والأجواء السيئة قد تساهم بإضعاف قدرة التخفي والمثال المروع لذلك هو إسقاط طائرة أف 117 نايت هوك خلال حرب تحرير كوسوفو حيث الرطوبة الموجودة بجسم الطائرة ساعد رادار الموجات الطويلة على تتبعها وإسقاطها، لذلك يمكن القول أن رام هو جزء بسيط للحصول على تقنية التخفي.

## تاريخ صناعة الرام RAM
أقدم شكل للرام كان صناعة ألمانية، استخدمت خلال الحرب العالمية الثانية للمناظير الملحقة بالغواصة، لتقليل انعكاس الرادارات ذات الطول الموجي 20 سم الذي يستخدمه الحلفاء. تلك المادة كانت مغلفة بطبقة من الجرافيت ومواد أشباه موصلة مثبتة بنسيج مطاطي وكانت كفاءة تلك المادة تضعف خلال العمل بالبحر.
كذلك ابتكروا أول طائرة استخدمت الرام (هورتن229) استخدمت فيها مواد كربونية منقعة برقائق الخشب وقد كانت مخفية تماماً أمام الرادار الإنجليزي في ذاك الوقت، نفس التصميم استخدم بطائرة ب 2 سبيريت الأمريكية ولم تكن مصادفة تلك الصناعة المشابهة، فقد أسقط الأمريكان إحدى طائرات الهورتن وأرسلوها إلى بلادهم للكشف مما استنبطوا بعد ذلك طائرة البي 2، ويمكن القول أن الألمان كانوا الآباء الأوائل لتقنية الرام وطائرات الشبح.

## أنواع الرام RAM

### دهان كرة الحديد Iron ball paint
أشهر الأنواع على الإطلاق نوع يسمى دهان كرة الحديد Iron ball paint وتحتوي على كريات صغيرة مغلفة بكربونايل الحديد أو الحديد الخام. فعندما تستحث موجات الرادار التذبذب الذري في المجال المغناطيسي بالدهان تتحول الطاقة الرإدارية إلى حرارة وهذه الحرارة ستنتشر بالطائرة وتتبدد.
جزيئات الحديد الموجودة بالدهان يمكن استخلاصها بواسطة تحلل كاربونايل الحديد الخماسي مما يعطي أثر للكربون والأكسجين والنتروجين. كربونايل الحديد يمكن أن يكون عامل محفز بالطب كغذاء حديد ولكن له خطورة سمية إذا ازدادت الجرعات.
عودة لموضوع الرام، فالرام يتكون من ألواح نيوبرين بوليمر المطاطية مع حبيبات من الحديد الخام أو سخام الكربون (يحتوي على 30% من الجرافيت البلوري) متداخلة بقالب البوليمر. تلك التصفيفات المتداخلة كانت تستخدم بالنسخ القديمة من ف 117، ولا تزال موديلات حديثة تستخدم دهان الرام. دهان هذه الطائرة ينفذ بواسطة آلات صناعية خاصة وجسمها يغطى بالتصفيفات المربعة اللاصقة به والفراغات الأخرى تعبأ بدهان كريات الحديد.
سلاح الطيران الأمريكي كان قد عرض دهان ماص للرادار ومصنوع من سائل حديد ومواد غير ممغنطة، تلك المواد تساعد على تقليل رؤية الطائرة المطلية بالرام وذلك بتقليل الانعكاس من الموجات الكهرومغناطيسية.

### طبقة الرغوة Foam absorber
طبقة الرغوة تستخدم كبطانة للتجاويف اللاصدوية لقياسات الإشعاع الكهرومغناطيسي. تلك المادة تكون على أشكال هرمية ومكونة من رغوة اليوريثين المضادة للحرارة والمحملة بسخام الكربون. تلك المادة تستخدم على حوائط التجاويف ورأس الهرم يكون باتجاه الداخل أو باتجاه الرادار. فعندما تضرب موجة الرادار الهرم ستنتقل تدريجيا من المساحة الخالية على قمة الهرم وصولا للرغوة المستوعبة بالقاع. هناك أشكال أخرى من طبقات الرغوة موجودة على شكل قطع مسطحة، وتستخدم التحميل التدريجي لسخام الكربون على طبقات مختلفة.

### طبقة الجيومان Jaumann absorber
طبقة الجيومان هو جهاز يمتص الرادار، كان أول ظهور له عام 1943 وهو يحتوي على سطحين عاكسين متساويي المسافة والسطح الأساسي. التعريف بشكل عام يشبه إلى حد بعيد أساسيات شاشة سالسبيري. كونه يمتص الصدى (أي أنه يستخدم موجة متداخلة ليلغي الموجة المنعكسة) فإن طبقة الجيومان اعتمدت على فراغ ربع الطول الموجي λ/4 ما بين أول الأسطح المنعكسة والسطح الموصل وما بين السطحين العاكسين (مجموع λ/4 + λ/4).
ولأن الموجة تعطي صدى على ترددين، فطبقة الجيومان تنتج أقصى امتصاصين خلال حزمة من الأطوال الموجية (في حالة تشكيل طبقتين). تلك المواد الماصة يجب أن تكون جميع الطبقات متوازية لبعضها البعض حتى تخفي الجسم الأساسي. التعريف التفصيلي لطبقات الجيومان أنها تستخدم سلسلة من الأسطح العازلة التي تفصل الأجسام الموصلة. التوصيل لتك الأجسام تزداد باقترابها من سطح الجسم الأساسي.

## اقرأ أيضاً
- أف 117 نايت هوك
- ب 2 سبيريت
- تقنية التخفي
- رادار
- شاشة سالسبيري

## وصلات خارجية
- radar absobers